# Веллі (стадіон)
«Ве́ллі» (англ. The Valley) — спортивний стадіон місткістю 27 111 осіб у Чарльтоні, Лондон, Англія. Домашня арена для футбольного клубу «Чарльтон Атлетік» починаючи із 1920-х років.